# Leptacis exigua
Leptacis exigua är en stekelart som beskrevs av Peter Neerup Buhl 2005. Leptacis exigua ingår i släktet Leptacis och familjen gallmyggesteklar. Inga underarter finns listade i Catalogue of Life.